# Mirella Bartolotti
Mirella Bartolotti (Alfonsine, 2 aprile 1931 – Bologna, 27 aprile 2015) è stata una politica e storica italiana.

## Biografia
Figlia di un funzionario pubblico e di una maestra elementare, apparteneva ad una famiglia di forti tradizioni antifasciste. La nonna materna, femminista ante-litteram, lavorò in risaia dall'età di 9 anni e per il resto della vita fu ortolana, e, in anticipo sui tempi, fece studiare tutte e tre le sue figlie. Ada, mamma di Mirella, diventò maestra.
Nel 1956, a poco più di 25 anni Mirella venne eletta in Consiglio Comunale a Bologna e, nominata Assessore nell'amministrazione Dozza, le venne affidata la delega ai Problemi delle donne: fu la prima donna ad assumere un incarico di governo nel comune di Bologna, e anche il primo assessore ai problemi delle donne in Italia.
In occasione della conferenza stampa di presentazione del lavoro del suo assessorato dichiarò: «vi sono problemi infatti che interessando tutti i cittadini, manifestano una particolare accentuazione in riferimento alle condizioni della donne [...] questi e altri dati pongono in luce una situazione piuttosto precaria da cui discende l'esigenza di avere nel nostro Comune un Assessorato che dedichi ad essa una attenzione particolare. [...] Per questo, in ogni quartiere della città, verranno presi contatti e stabiliti permanenti legami con tutte le donne mediante frequenti incontri»

### Riconoscimenti
Le è stata dedicata la biblioteca di quartiere Scandellara.

## Opere
- Mirella Bartolotti, La Società Agraria di Bologna dalla sua fondazione al 1860, Milano, Feltrinelli, [1957?]
- Mirella Bartolotti, Sui capitoli di Nicolo 5. per la città di Bologna nella storia del conflitto col governo centrale, Roma, Bulzoni, 1971
- Mirella Bartolotti (a cura di), Le origini del fascismo, Bologna, Zanichelli, 1971